# Ernest Tomašević
Ernest Tomašević (Krapina, 12. siječnja 1897. – Zagreb, 8. svibnja 1980.), hrvatski slikar, predstavnik hrvatske moderne. 
Završio je graditeljsku školu 1916., a 1918. godine upisao je u Zagrebu Višu školu za umjetnost i umjetnički obrt. Diplomirao je 1921. kod profesora Ljube Babića, te krajem iste godine otišao na usavršavanje u Berlin, najznačajniji europski centar primijenjene umjetnosti, odnosno dizajna. Godine 1923., po povratku u Zagreb otvorio je s Otom Postružnikom privatnu slikarsku školu, koja je djelovala do 1930. godine. S Postružnikom je dijelio slične poglede na modernu umjetnost. Ovjenčan je nagradom "Vladimir Nazor" za životno djelo.